# Acmonidesite
L'acmonidesite è un minerale.
Il nome deriva dal ciclope Acmonide, uno dei tre addetti a forgiare ferri nelle fucine del dio Vulcano, che aveva la sua officina proprio nelle isole Eolie; il nome a sua volta deriva dal greco ᾶκμων, cioè àkmon, che significa incudine.
Il minerale è approvato dall'IMA con la sigla 2013-068
Gli esemplari sono stati reperiti all'interno del cratere La Fossa, sull'isola di Vulcano, nelle Eolie.

## Pubblicazioni
- CNMNC Newsletter, 18 (2013) - Mineralogical Magazine, n.77, pag.3249[3]